# Шкала
Шкала (измерительная шкала) — это знаковая система, для которой задано отображение (операция измерения), ставящее в соответствие реальным объектам, ситуациям, событиям или процессам тот или иной элемент (значение) шкалы. Формально шкалой называют кортеж, ⟨X, φ, Y⟩, где X — множество реальных объектов, ситуаций, событий или процессов, φ — отображение, Y — множество элементов (значений) знаковой системы.
Различные типы измерительных шкал широко используются в теоретической и практической человеческой деятельности, в науке и технике — в том числе во многих гуманитарных научных областях, таких как экономика, психометрия, социология и других для символьного (формального) представления объектов (событий), их свойств (характеристик) и взаимосвязей.

## Типы шкал
Шкалы измерений  классифицируются по типам измеряемых данных, которые определяют допустимые для данной шкалы отношения, в том числе те, что соответствуют математическим преобразованиям значений шкалы. Современная классификация шкал была предложена в 1946 году Стэнли Смитом Стивенсом.
Шкала наименований (номинальная, классификационная)
Используется для измерения значений качественных признаков. Значением такого признака является наименование класса эквивалентности, к которому принадлежит рассматриваемый объект. Примерами значений качественных признаков являются названия государств, цвета, марки автомобилей и т. п. Такие признаки удовлетворяют аксиомам тождества:
- Либо A = B, либо A ≠ B.
- Если A = B, то B = A.
- Если A = B и B = C, то A = C.

При большом числе классов используют иерархические шкалы наименований. Наиболее известными примерами таких шкал являются шкалы, используемые для классификации животных и растений.
С величинами, измеряемыми в шкале наименований, можно выполнять только одну операцию — проверку их совпадения или несовпадения. По результатам такой проверки можно дополнительно вычислять частоты заполнения (вероятности) для различных классов, которые могут использоваться для применения различных методов статистического анализа — критерия согласия {\displaystyle \chi ^{2}}, критерия Крамера для проверки гипотезы о связи качественных признаков и др.
Порядковая шкала (или ранговая)
Включает отношения тождества и порядка. Объекты в данной шкале ранжированы. Но не все объекты можно подчинить отношению порядка. Например, нельзя сказать, что́ больше — круг или треугольник, но можно выделить в этих объектах общее свойство — площадь, и таким образом становится легче установить порядковые отношения. Для данной шкалы допустимо монотонное преобразование. Такая шкала груба, потому что не учитывает разность между объектами шкалы. Пример такой шкалы: балльные оценки успеваемости (неудовлетворительно, удовлетворительно, хорошо, отлично), шкала Мооса.
Порядковые шкалы, используемые для представления свойств объектов, которые могут принимать крайние, противоположные значения, называются биполярными шкалами. К таким свойствам относятся, например, такие, как соответствие объекта некоторому назначению: от «полностью не соответствует», до «полностью соответствует», и различные степени частичного соответствия. При этом крайние значения шкалы назначаются крайним, противоположным значениям свойств, промежуточные используются для представления  различной степени соответствия объекта назначению.
Интервальная шкала (она же шкала разностей)
Здесь происходит сравнение с эталоном. Построение такой шкалы позволяет бо́льшую часть свойств существующих числовых систем приписывать числам, полученным на основе субъективных оценок. Например, построение шкалы интервалов для реакций. Для данной шкалы допустимым является линейное преобразование. Это позволяет приводить результаты тестирования к общим шкалам и осуществлять таким образом сравнение показателей. Пример: шкала Цельсия.
Начало отсчёта произвольно, единица измерения задана. Допустимые преобразования — сдвиги. Пример: измерение времени.
Абсолютная шкала (она же шкала отношений)
Это интервальная шкала, в которой присутствует дополнительное свойство — естественное и однозначное присутствие нулевой точки. Пример: число людей в аудитории. В шкале отношений действует отношение «во столько-то раз больше». Это единственная из четырёх шкал, имеющая абсолютный ноль. Нулевая точка характеризует отсутствие измеряемого качества. Данная шкала допускает преобразование подобия (умножение на константу). Определение нулевой точки — сложная задача для психологических исследований, накладывающая ограничение на использование данной шкалы. С помощью таких шкал могут быть измерены масса, длина, сила, стоимость (цена). Пример: шкала Кельвина (температур, отсчитанных от абсолютного нуля, с выбранной по соглашению специалистов единицей измерения — кельвин).
Из рассмотренных шкал первые две являются неметрическими, а остальные — метрическими.
С вопросом о типе шкалы непосредственно связана проблема адекватности методов математической обработки результатов измерения. В общем случае адекватными являются те статистики, которые инвариантны относительно допустимых преобразований используемой шкалы измерений.
|                                                        |                                                        | Номинальная шкала                                                                                   | Порядковая шкала | Интервальная шкала                                                                            | Шкала отношений              |
| Логические/ математические операции                    | × ÷                                                    | Нет                                                                                                 | Нет | Нет                                                                                           | Да                           |
| Логические/ математические операции                    | + −                                                    | Нет                                                                                                 | Нет | Да                                                                                            | Да                           |
| Логические/ математические операции                    | < >                                                    | Нет                                                                                                 | Да | Да                                                                                            | Да                           |
| Логические/ математические операции                    | = ≠                                                    | Да                                                                                                  | Да | Да                                                                                            | Да                           |
| Примеры (дихотомические и недихотомические переменные) | Примеры (дихотомические и недихотомические переменные) | Дихотомические: пол (мужской/женский) Недихотомические: национальность (американец/китаец/ и т. д.) | Дихотомические: состояние здоровья (здоровый/больной), красота (красивый/уродливый) Недихотомические: мнение (полностью согласен/ скорее согласен/ скорее несогласен/ полностью несогласен) | Дата (с 1457 до н. э. до 2013 н.э), широта (от +90° до −90°), температура (от 10 °C до 20 °C) | Возраст (от 0 до 99 лет)     |
| Мера центральной тенденции                             | Мера центральной тенденции                             | Мода                                                                                                | Медиана | Среднее арифметическое                                                                        | Среднее геометрическое       |
| Метрическая или нет                                    | Метрическая или нет                                    | Неметрическая (качественная)                                                                        | Неметрическая (качественная) | Метрическая (количественная)                                                                  | Метрическая (количественная) |

## Критика типологии Стивенса
Анализируя различные типы шкал Ф. Н. Ильясов приходит к выводу, что номинальная и интервальная шкала являются исследовательскими артефактами[прояснить].
Хотя типология Стивенса всё ещё широко применима, она до сих пор является объектом критики теоретиков, в частности, в случае с номинальной и порядковой шкалой.
Основные моменты критики шкал Стивенсона:
- Сведе́ние выбора только к тем статистическим методам, которые «демонстрируют инвариантность, подходящую для данного типа шкалы», представляется опасным для анализа данных практикой.
- Его таксономия слишком строга, чтобы её возможно было применять для реальных данных.
- Стивенсовские ограничения часто ведут к понижению уровня данных через их преобразование в ранги и последующее ненужное обращение к непараметрическим методам.

Лорд[какой?] критиковал аргументы Стивенса, показав, что выбор допустимых статистических тестов для некоторого набора данных не зависит от проблем репрезентации или единственности, а зависит от осмысленности.
Бейкер, Хардик и Петринович, а также Боргатта и Борнштедт подчеркнули, что следование Стивенсовским ограничениям часто заставляет исследователей прибегать к ранговому упорядочению данных и тем самым отказываться от использования параметрических тестов. Их аргументация носила скорее характер ad hoc и завершалась предложением использовать стандартные параметрические процедуры вместо того, чтобы связываться с проблемой робастности.
Гуттман в более общем смысле доказывал, что статистическая интерпретация данных зависит от того, какой вопрос обращён к данным и какое доказательство мы готовы принять в ответ на этот вопрос. Он определил это доказательство в терминах функции потерь, выбранной для проверки качества модели.
Джон Тьюки также критиковал стивенсовские ограничения как опасные для хорошего статистического анализа. Подобно Лорду и Гуттману, Тьюки отметил важность смысла данных при определении и шкалы, и подходящего способа анализа. Поскольку шкальные типы Стивенса абсолютны, в ситуации когда, например, данные нельзя считать полностью интервальными, их следует понизить в ранге до ординальных.
Даже сам Стивенс оговаривался, замечая: «Фактически большая часть шкал, широко и эффективно применяемых психологами, — это шкалы порядка. Обычные статистики, включая средние и стандартные отклонения, при строгом подходе не должны использоваться при работе с этим шкалами, однако такому неправомочному использованию может быть дано известное прагматическое оправдание: во многих случаях оно приводит к плодотворным результатам»
Дункан[какой?] (1986) возразил против употребления слова «измерение» в описании номинальной шкалы, но Стивенс (1975) после дал собственное определения «измерения», которое звучит как «приписывание признака по какому-либо правилу. Единственное правило, которое не может быть использовано для этих целей — случайность приписывания». Однако так называемое «номинальное измерение» включает оценочное суждение исследователя, а возможные трансформации этого измерения бесконечны. Это одно из замечаний, сделанных Лордом в 1953 году в сатирической статье On the Statistical Treatment of Football Numbers
Использование «среднего» в качестве меры центральной тенденции для порядкового типа по-прежнему спорно среди тех, кто принимает типологию Стивенса. Несмотря на это, многие учёные, занимающиеся поведенческими исследованиями, используют среднее для порядковых данных. Обычно это оправдывают тем, что порядковый тип в поведенческих науках находится где-то между истинным порядковым и интервальным типами. Хотя разница интервалов между двумя порядковыми разрядами не является постоянной, она зачастую имеет тот же порядок.
К примеру, применение измерительных моделей в образовательном контексте показывает, что общие оценки имеют довольно линейную зависимость с измерениями в пределах диапазона оценки. Таким образом, некоторые утверждают, что пока разница интервалов между порядковыми разрядами не очень большая, статистические данные интервальных шкал (к примеру «средняя») может иметь значимый результат для порядковых шкал. Программное обеспечение для статистического анализа (например SPSS) требует от пользователя указание соответствующего класса измерений для каждой переменной. Это гарантирует, что непреднамеренные ошибки пользователя не приведут к бессмысленному анализу (пример: анализ корреляции с номинальной переменной).
Терстоун[какой?] добился прогресса в разработке обоснования для получения интервального типа, основанного на законе сравнительного суждения. Общим применением закона является аналитический процесс иерархии. Геогр Раш достиг дальнейшего прогресса, разработав вероятностную модель Раша, которая даёт теоретическую основу и обоснование для получения интервальных измерений из подсчёта наблюдений (например, общее количество баллов по оценкам).
Несмотря на всю критику, в широком диапазоне ситуаций опыт показывает, что применение запрещённых статистик к данным приводит к научно значимым результатам, важным при принятии решений и ценным для дальнейших исследований.

### Другие предложенные типологии
Существуют иные типологии, отличные от Стивенса. К примеру: Mostller
Mosteller
и Tukey (1977), Nelder (1990) создали описание непрерывного отсчёта, непрерывных отношений и категориальных моделях данных. См. также: Chrisman (1998), van den Berg (1991).

#### Типология Мостеллера и Тьюки (1977)
Мостеллер и Тьюки заметили, что 4 уровня недостаточно и предложили следующее деление:
1. Имена
2. Оценочные суждения (e.g. новичок, второкурсник etc.)
3. Оценки ограниченные 0 и 1
4. Счётные (положительные целые числа)
5. Натуральные (положительные вещественные числа)
6. Сбалансированные (любые вещественные числа)

Например, проценты (вариант фракций в терминах Мостеллера-Тьюки) не подходят к теории Стивенса, так как не существует полностью допустимых трансформаций.

#### Типология Крисмана (1998)
Николас Крисман предложил расширенный поиск уровней измерения для учёта разных измерений, которые не обязательно соответствуют традиционным представлениям уровней измерения. Измерения, связанные с диапазоном и повторением (к примеру радиальные градусы по кругу, часы и тд), градуированные категории членства и другие типа измерений, не соответствуют оригинальной работе Стивена, приводящие к внедрению шести новых уровней измерения к существующим десяти:
1. Номинальная
2. Градуированное членство
3. Порядковая
4. Интервальная
5. Интервальная логарифмическая
6. Экстенсивное отношение
7. Циклическое отношение
8. Производное отношение
9. Счётная
10. Абсолютная

Расширенные уровни измерений редко используются вне академической географии.

### Типы шкал и «операционная теория измерения» Стивенса
Теория типов шкал это своеобразная «интеллектуальная служанка» операционной теории измерения Стивенса, которая стала окончательной в психологии и поведенческих науках, несмотря на критику Мичелла за противоречивость с измерениями в естественных науках (Michell, 1999).
На самом деле, операционная теория измерения была реакцией на выводы комитета, созданного British Association for the Advancement of Science (англ.) в 1932 для изучения возможности подлинных научных измерений в психологических и поведенческих науках. Этот комитет, который стал известен как «Комитет Фергюсона», опубликовал окончательный отчёт (Ferguson, et al., 1940, p. 245), в котором шкала Стивенса сон (Stevens & Davis, 1938) была объектом критики.
…любой закон, имеющий целью выразить количественное отношение между интенсивностью ощущения и интенсивностью стимула, не только ложный, но и фактически не имеет смысла до тех пор, пока смысл не обретёт понятие сложения, применённое к ощущению.
Значит, если шкала сонов Стивенса действительно измеряет интенсивность ощущений аудитории, должно быть произведено доказательство того, что эти ощущения являются количественными атрибутами. Необходимым доказательством было присутствие «аддитивных структур» — концепт, разработанный немецким математиком Отто Холдером (Hölder, 1901). В условиях доминирования физика и теоретика измерений Нормана Роберта Кампбелла (англ.) в обсуждении фергюсонского комитета, было постановлено, что измерения в социальных науках невозможны из-за отсутствия операции конкатенации. Впоследствии это решение было признано неверным после разработки теории совместных измерений Дебрю, а также независимо Люсом и Тьюки. Однако Стивенс хотел не введения дополнительных экспериментов для обнаружения аддитивных структур, а признания решения фергюсонского комитета полностью недействительным путём предложения новой теории измерений.
Перефразируя Н.Р. Кампбела (Final Report, p.340), можно сказать что измерение, в самом широком смысле, определяется как присваивание чисел объектам и события согласно некоторому правилу (Стивенс, 1946, p.677).
Огромное влияние на Стивенса оказали идеи другого гарвардского академика, лауреата нобелевской премии, физика Перси Бриджмена (1927), чью доктрину «Операционизм» Стивенс использовал для определения термина «измерение». К примеру, в определении Стивенса используется рулетка, которая определяет длину (объект измерения) как измеримую (следовательно количественную). Критики операционализма возражают, что он смешивает отношения между двумя объектами или событиями для свойств одного из объектов или событий (Hardcastle, 1995; Michell, 1999; Moyer, 1981a, b; Rogers, 1989).
Канадский исследователь измерительных теорий William Rozeboom (1966) был одним из первых критиков, резко высказавшихся против теории типов шкал Стивенса

#### Тип переменной зависит от контекста
Ещё одна проблема может заключаться в том, что одна и та же переменная может иметь разные типы шкал в зависимости от способа её измерения и целей анализа. Например, цвет волос обычно считается номинальной переменной, так как не имеет определённого порядка. Тем не менее, расположить цвета в определённом порядке возможно несколькими способами, в том числе и по оттенкам, с помощью колориметрии.

## Использование в психометрии
Используя различные шкалы, можно производить различные психологические измерения. Самые первые методы психологических измерений были разработаны в психофизике. Основной задачей психофизиков являлось то, каким образом определить, как соотносятся физические параметры стимуляции и соответствующие им субъективные оценки ощущений. Зная эту связь, можно понять, какое ощущение соответствует тому или иному признаку. Психофизическая функция устанавливает связь между числовым значением шкалы физического измерения стимула и числовым значением психологической или субъективной реакцией на этот стимул.

## Некоторые распространённые шкалы
- Температурные шкалы разных стран и времён (Цельсия, Фаренгейта, Кельвина и др.)
- Шкала Рихтера
- Шкала Бофорта скорости ветра
- Шкала Мооса — шкала твёрдости минералов
- Цветовая палитра, Атлас цветов